# Pelargonina

Pelargonina

La pelargonina è un antociano, in particolare si tratta del 3,5-O-diglucoside della pelargonidina.
In natura la pelargonina è un pigmento che si rinviene principalmente nei petali scarlatti delle piante del genere Pelargonium, ma si trova anche nelle melagrane e nel vino rosso.